# Peter van Roye
Peter van Roye (født 30. maj 1950 i Lingen, Vesttyskland) er en tysk tidligere roer.
Van Roye vandt bronze for Vesttyskland i toer uden styrmand ved OL 1976 i Montreal. Hans makker i båden var Thomas Strauß. Den tyske båd blev i finalen besejret af Østtysklands Bernd og Jörg Landvoigt, der vandt guld, og af amerikanerne Calvin Coffey og Mike Staines der tog sølvmedaljerne.
Van Roye var desuden en del af den vesttyske firer uden styrmand, der vandt VM-bronze ved VM 1974 i Luzern, Schweiz.

## OL-medaljer
- 1976:  Bronze i toer uden styrmand